# Fred Drake
Fred Drake  (Taft, Californië, 28 januari 1958 –  Rancho de la Luna, Joshua Tree, Californië, 20 juni 2002) was een Amerikaanse muzikant die het best bekend is van de desertband Earthlings?. Hij was eigenaar van de opnamestudio Rancho de la Luna, die hij later met Dave Catching beheerde. Het muziekproject Desert Sessions is hier begonnen waarin Drake ook zijn muzikale bijdrage leverde. Na zijn dood is Catching de volledige eigenaar van de studio.  
Drake behoorde tot de Palm Desert Scene.

## Biografie
Fred Drake werd geboren in 1958. Hij bracht zijn jeugd door in Houston in Texas en Londen in Engeland. In 1981 verhuisde hij naar Hollywood in Californië waar hij in bands als Telekin, Ministry Of Fools, House Of Love, Resurrection en The Shy Party speelde samen met artiesten als Billy Bizeau, Ted Quinn en Dean Chamberlain.
Nadat er halverwege de jaren 80 hiv bij hem werd geconstateerd maakte hij regelmatig uitstapjes naar de woestijn. Muziek werd steeds meer zijn passie. In 1993 verhuisde Drake permanent naar Joshua Tree in de woestijn om daar de opnamestudio Rancho de la Luna te beginnen en er te wonen. Hier heeft hij samengewerkt met muzikanten zoals: Dave Catching (Eagles of Death Metal) Josh Homme (Queens of the Stone Age), Mark Lanegan (Screaming Trees), Victoria Williams, maar ook producer, Daniel Lanois en vele anderen. Door de Desert Sessions werd de Rancho bekend.
Tijdens de Volumes 3 & 4 van de Desert Sessions in 1998 begon hij de band Earthlings? met Pete Stahl en Dave Catching.
Drake stond plaatselijk bekend om zijn gastvrijheid waardoor hij de daar bekendstond als de burgemeester van Joshua Tree. Drake had een paard genaamd: Kashmir.
In 2002 overleed Fred Drake aan de gevolgen van kanker in zijn huis in Joshua Tree.

## Discografie

### Soloalbums
| Jaar | Titel                  | Opmerkingen               |
| 2001 | Twice Shy              | Componist, tekstschrijver |
| 2004 | The Sky Party          | Componist, tekstschrijver |
|      | Ride (niet uitgegeven) | Componist, tekstschrijver |
| 2010 | Desert Dream           | Componist, tekstschrijver |

### The Shy Party
| Jaar | Titel                | Opmerkingen               |
| 1993 | Cowbells for Cowboys | Componist, tekstschrijver |

### Earthlings?
| Jaar | Titel       | Opmerkingen                                                         |
| 1998 | Earthlings? | Drum, percussie, keyboard, orgel, zang, gitaar en basgitaar         |
| 2000 | Human Beans | Zang, gitaar, tekstschrijver, piano, synthesizer, drum en basgitaar |

### Desert Sessions
| Jaar | Titel         | Opmerkingen                                                                               |
| 1998 | Volumes 1 & 2 | Gitaar op 'Girl Boy Tom', drum en keyboard op 'Monkey In The Middle' en 'Cowards Way Out' |
| 1998 | Volumes 3 & 4 | Basgitaar en drum op 'At The Helm Of Hells Ships', drum op 'Sugar Rush'                   |
| 1999 | Volumes 5 & 6 | Drum op 'Letters To Mommy', percussie op 'Take Me To Your Leader'                         |
| 2001 | Volumes 7 & 8 | Schrijver en componist op 'Covousier', achtergrondzang op 'Hanging Tree'                  |

### Queens of the Stone Age
| Jaar | Titel                   | Opmerkingen                                  |
| 1998 | Queens of the Stone Age | Drum en zang op 'I Was A Teenage Hand Model' |